# Les larmes du Dalaï lama
Les larmes du Dalaï lama (Nederlands: De tranen van de Dalai lama) is een studioalbum van Ange. 
Het album is opgenomen in de studio Probam te Clermont-Ferrand. Francis Décamps, die zich min of meer had opgeworpen tot de leider van Ange op productioneel gebied, had de band weer weten onder te brengen bij een groot internationaal platenlabel, Philips Records. Ze kregen ook een budget om weer een klassieker zoals hun albums uit de jaren zeventig op te nemen. Francis Décamps had tevens een mooie geluidsstudio ontdekt waar hij zelf zijn Vie en positif had opgenomen. Eenmaal daar aangekomen bleek de studio niet geschikt te zijn om een gehele band onder te brengen. Ook de keus voor Philips bleek uiteindelijk niet optimaal te zijn. Na het verschijnen van het album pakte de drummer zijn biezen, hij zag het niet meer zitten. Voor de tournee werd Fabrice Bony aangetrokken. Toch betekende Les larmes du Dalaï lama een voorlopig eind van de band. Het betekende het einde van de samenwerking tussen Christian en Francis Décamps. Pas in 1999 kwam er nieuw werk met La voiture à eau.
Het ontwerp van het album was in handen van Phil Umbdenstock, waarbij de platenhoes is geïnspireerd op Het narrenschip van Jheronimus Bosch. Het schip lijkt daarbij gevuld met de leden van Ange.
Bij de inleiding werd gerefereerd aan de Slag bij Điện Biên Phủ waar drie Fransen samen vechten. Ze bezoeken daarbij een prostituée, die beweert de dochter te zijn van de Dalai lama. 

## Musici
- Christian Décamps – zang, toetsinstrumenten
- Robert Defer, Jean-Michel Brézovar – gitaar
- Daniel Haas – basgitaar
- Francis Décamps – toetsinstrumenten
- Jean- Pierre Guichard – slagwerk

Met 
- Eric Toury – programmeerwerk drummachine

## Muziek
| Nr. | Titel                                                                                    | Duur |
| --- | ---------------------------------------------------------------------------------------- | ---- |
| 1.  | Les larmes du Dalaï lama (C. Décamps (tekst, muziek))                                    | 6:04 |
| 2.  | Le ballon de Billy (C. Décamps (tekst), F. Décamps (muziek))                             | 5;19 |
| 3.  | Tout oublier (C. Décamps (tekst), F. Décamps (muziek))                                   | 5:16 |
| 4.  | La bête (C. Décamps (tekst, muziek))                                                     | 6;23 |
| 5.  | Bonnet rouge (C. Décamps (tekst, muziek))                                                | 5:07 |
| 6.  | Nonne assistante à personne à Tanger (C. Décamps (tekst), F. Décamps (muziek))           | 8:35 |
| 7.  | Couleurs en colère (C. Décamps (tekst), F. Décamps (muziek))                             | 5:38 |
| 8.  | Les herbes folles (C. Décamps (tekst), F. Décamps (muziek))                              | 7:26 |
| 9.  | Les enfants du hasard (C. Décamps, Jean Pierre Germonville (tekst), F. Décamps (muziek)) | 5:43 |

Nonne assistante à personne à Tanger is opgedragen aan Freddie M..